# Àngel Casas Show
Àngel Casas Show fou un programa de televisió de varietats a l'estil talk show amb entrevistes i actuacions musicals, que va emetre TV3 entre 1984 i 1988 i que fou presentat i dirigit per Àngel Casas i Mas. El programa era emès en directe des d'un plató a la discoteca barcelonina Studio 54 en la primera temporada, i en un plató de TV3 a la segona. El director musical del programa era Josep Maria Bardagí. A banda de ser un dels programes de més audiència de TV3, va proporcionar popularitat i prestigi al seu presentador més enllà de les fronteres catalanes.

## Convidats del programa
Aquesta és una llista parcial dels convidats al programa:
- Dyango
- Núria Feliu
- Francesc Bellmunt
- Josep Carreras
- Ángel Pavlovsky
- Baltasar Porcel
- Josep Maria Castellet
- Pau Riba
- Toti Soler
- Josep Maria Flotats
- Carlos Barral
- Joan Bibiloni
- Joan Capri
- Tete Montoliu
- Eva León
- Ana Obregón
- Quico Pi de la Serra
- Gato Pérez
- Antoni de Senillosa
- Manuel Vázquez Montalbán
- Patricia Adriani
- Sydney Rome
- Imanol Arias
- Jimmy Giménez-Arnau
- Mercè Bruquetas
- Regina Dos Santos
- Laura del Sol
- Alfredo Landa
- Assumpta Serna
- Victoria Abril
- Pere Calders
- Marta Ferrusola
- Julio Alberto
- Santiago Dexeus
- Robert Mitchum
- Rock Hudson
- Anthony Quinn
- Joan Collins
- Goma-3

## Curiositats
- El seu programa de debut, després de l'entrevista, va acabar amb un striptease de la coneguda vedette Christa Leem.[4][5]
- L'emissió del 3 d'octubre del 1984 es va haver de suspendre per una amenaça de bomba, suposadament del GRAPO. Aquella nit hi era convidat l'actor estatunidenc Rock Hudson.[6]
- El juliol de 1987 va comptar amb la presència de la model estatunidenca Donna Rice, implicada en una relació amorosa amb el candidat demòcrata a la presidència dels Estats Units Gary Hart.[7]
- El setembre de 1987 es va saber que l'esportista canadenc Ben Johnson havia cobrat 3,5 milions de pessetes per aparèixer al programa.[8]
- L'actriu Charlene Tilton, llavors popular pel seu paper de "Lucy" a la sèrie Dallas, va caure mentre interpretava una cançó. Hom diu que es trobava en estat d'embriaguesa, tot i que Àngel Casas sempre ho ha negat.[9]

## Premis
- TP d'Or 1984 i TP d'Or 1985 al millor programa de TV3.
- Premis Ondas 1986 al millor programa nacional de televisió.[10]
- Antena de Oro 1985[11]